# Многонациональный корпус НАТО «Северо-Восток»
Многонациональный корпус НАТО «Северо-Восток» (англ. Multinational Corps Northeast, MNC NE) был сформирован 18 сентября 1999 года. Штаб-квартира корпуса находится в польском городе Щецин.

## История
В связи со вступлением Польши в НАТО летом 1997 года министры обороны Германии, Дании и Польши учредили многонациональный корпус НАТО «Северо-Восток». Рабочая группа представителей трех стран к июлю 1997 года определила основные принципы функционирования нового формирования войск НАТО: участие в коллективной обороне территорий стран Альянса согласно статье 5 Североатлантического договора, содействие в разрешении международных кризисов (включая боевые операции по поддержанию мира), управление и контроль над гуманитарными и спасательными миссиями.
С апреля 2004 года силы корпуса пополнились военнослужащими из Эстонии, Латвии и Литвы. В январе 2005 года к работе в корпусе подключились представители Словакии, а с октября 2005 года — Чехии. В ноябре 2006 года над штаб-квартирой подняли флаг США, чьи солдаты присоединились к боевым операциям корпуса в Афганистане. С июля 2008 года офицеры из Румынии служат при штабе корпуса. В августе 2009 года армия Словении направляет в корпус своих военнослужащих. С января 2012 года Хорватия становится 12 участником многонационального формирования войск НАТО. В июле 2013 года Венгрия посылает свои подразделения в Балтийские казармы. Финляндия и Швеция (официально не входящие в НАТО) присоединяются к миссиям корпуса осенью 2014 года. В 2015 году турецкие, британские, французские и нидерландские военные проходят службу в Щецине. С 2016 года офицеры из Канады, Исландии, Бельгии, Норвегии и Греции также принимают участие в деятельности корпуса.

### Миссии в Афганистане
Около 160 военнослужащих корпуса были направлены в Афганистан 4 февраля 2007 года. Они выполняли боевые задачи в Кабуле в течение 6 месяцев.
Второй раз корпус привлекли к операциям в Кабуле в 2010 году, когда с февраля по август 130 офицеров войск НАТО проходили службу при штаб-квартире ISAF.
В третий раз корпус из Европы отправлял 120 солдат в период с января 2014 по январь 2015, после чего мандат действий в Афганистане закончился.

## Структура

### Боевой состав
Многонациональный корпус НАТО «Северо-Восток»
- Штабная рота (Щецин)
- Международный батальон военной полиции
- Бригада поддержки командования (Щецин)
- Бригада повышенной бдительности «Литва»
  - Литовская батальонная боевая группа НАТО (к 2027 году)
- Многонациональная дивизия «Северо-Восток»
  -  Пехотная бригада «Железный волк» (к 2030 году выходит из состава дивизии)
    - Литовская батальонная боевая группа НАТО (к 2027 году выходит из состава бригады)

  -  15-я механизированная бригада (Гижицко) 
    - Польская батальонная боевая группа НАТО
- Многонациональная дивизия «Север»
  -  Механизированная бригада
    - Латвийская батальонная боевая группа НАТО

  -  1-я бригада
- 12-я механизированная дивизия 
  - 2-я мехаинизированная бригада
  - 7-я Поморская бригада береговой обороны
  - 12-я механизированная бригада
  - 8-й полк противовоздушной обороны
  - 5-й Лубусский полк артиллерии
  - 12-й батальон управления
  - 8-й ремонтный батальон
- 1-я дивизия 
  - Штаб и роты поддержки
  - Пехотная бригада «Железный волк»
  - Пехотная бригада «Жемайтия» имени Великого гетмана литовского Яна Кароля Ходкевича
  - Пехотная бригада «Аукштайтия»
  - Инженерный полк «Полковник Юозас Виткус»
  - Артиллерийский полк «Казимирас Симонавичюс»
  - Полк воздушной обороны
  - Разведывательный батальон
  - Батальон материально-технического снабжения
  - Транспортный батальон
  - Батальон медицинского обеспечения
  - Батальон военной полиции
- Эстонская дивизия 
  - Штаб и батальон связи
  - Артиллерийский дивизион
  - Логистический батальон
  - 1-я пехотная бригада
  - 2-я пехотная бригада
- Подразделение по интеграции сил НАТО «Эстония»
- Подразделение по интеграции сил НАТО «Латвия»
- Подразделение по интеграции сил НАТО «Литва»
- Подразделение по интеграции сил НАТО «Польша»
- Подразделение по интеграции сил НАТО «Словакия»
- Подразделение по интеграции сил НАТО «Венгрия»

### Командиры

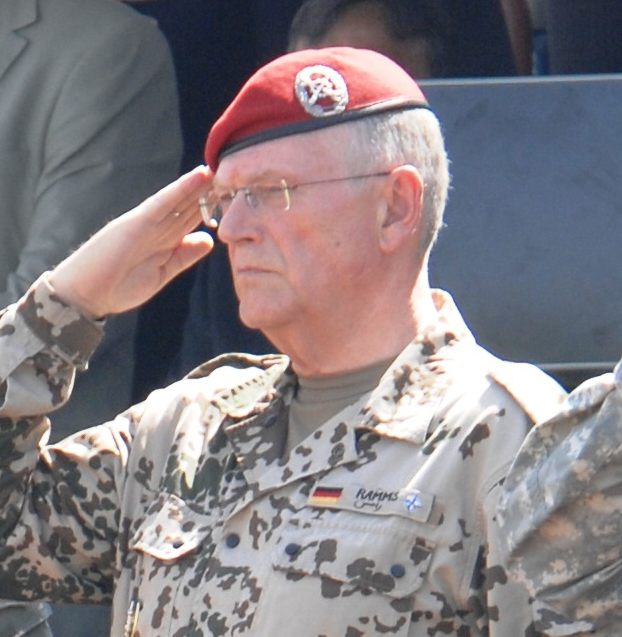
Немецкий генерал Эгон Раммс
в должности командира корпуса

Хотя многонациональный корпус является воинским формированием сил НАТО, основные позиции здесь принадлежат представителям Германии, Дании и Польши (чьи офицеры по очереди занимают должности командира, его заместителя и начальника штаба корпуса). В 2024 году Литва на фоне развития и интеграции собственной дивизии в корпус, направила письмо намерений для становления одним из основных государств-руководителей корпусом, получив возможность назначать на основные позиции своих представителей. 
| № | Имя                                     | Страна   | Начало полномочий | Конец полномочий | Примечания       |
| - | --------------------------------------- | -------- | ----------------- | ---------------- | ---------------- |
| 1 | генерал-лейтенант Хенрик Экманн         | Дания    | сентябрь 1999     | апрель 2001      |                  |
| 2 | генерал-лейтенант Зыгмунт Садовски      | Польша   | апрель 2001       | декабрь 2003     | умер в должности |
| 3 | генерал-лейтенант Эгон Раммс            | Германия | 18 февраля 2004   | 15 декабря 2006  |                  |
| 4 | генерал-лейтенант Ждислав Горал         | Польша   | 15 декабря 2006   | 17 декабря 2009  |                  |
| 5 | генерал-лейтенант Райнер Корфф          | Германия | 17 декабря 2009   | 19 декабря 2012  |                  |
| 6 | генерал-лейтенант Богуслав Самол        | Польша   | 19 декабря 2012   | 13 августа 2015  |                  |
| 7 | генерал-лейтенант Манфред Хофманн       | Германия | 13 августа 2015   | 12 сентября 2018 |                  |
| 8 | генерал-лейтенант Славомир Войцеховский | Польша   | 12 сентября 2018  | 19 ноября 2021   |                  |
| 9 | генерал-лейтенант Юрген Йоахим Сандрарт | Германия | 19 ноября 2021    | -                |                  |